# LOVE GAMES
『LOVE GAMES』（ラブ・ゲームス）は、SEX MACHINEGUNSの10枚目のスタジオ・アルバム。

## 概要
前作『SMG』以来、約3年ぶりとなるオリジナル・アルバム。また、本作は5日で制作された。
本作のテーマは「男と女」であり、Anchangは、「マシンガンズ史上初のコンセプト・アルバム」と語っている。
ドラマーのLEONが加入してからは初のアルバムである。
ドラムのLEON、ベースのSHINGO☆の出身地である沖縄県でレコーディングを行った。
収録曲の「エグイ食い込み」のミュージック・ビデオには、弾丸ジャッキーのテキサスとワハハ本舗の兵頭有紀が友情出演している。

## 収録曲
（全作詞・作曲・編曲：SEX MACHINEGUNS）
1. Overture
2. GS BOY
3. ダッチの奥さん
4. 未練 FIRE! (Album Ver.)
5. TEXAS FIVE
6. 良かったね。
7. エグイ食い込み
8. いつもの喫茶店
9. マーメイド地獄
10. プラズマS